# Lasalocid
Lasalocid là một tác nhân kháng khuẩn và cầu trùng, được sản xuất bởi các chủng Streptomyces lasaliensis. Nó là thuốc sử dụng trong các chất phụ gia thức ăn được gọi là Bovatec và Avatec.
Lasalocid có thể tạo phức hợp trung tính với các cation đơn trị và hóa trị hai và vận chuyển chúng qua pha cực (bao gồm cả màng hai lớp lipid). Nó cũng có thể vận chuyển các cation hữu cơ lớn như dopamine.
Ngựa và chó  rất dễ bị ảnh hưởng độc hại của lasalocid, và nó không bao giờ nên được sử dụng cho các loài không phải mục tiêu.